# Scintille tra due cuori
Scintille tra due cuori (Those Endearing Young Charms) è un film statunitense del 1945 diretto da Lewis Allen.